# EXPOドーム駅
EXPOドーム駅（エキスポドームえき）は、かつて愛知県愛知郡長久手町（現・長久手市）岩作の愛・地球博長久手会場内にあった、2005年日本国際博覧会協会愛・地球博線のIMTSの駅（廃駅）である。
愛・地球博の最南部に位置するグローバル・コモン4の北側にあり、北ゲート・西ゲートに向かう利用者で非常に混雑していた。

## 歴史
- 2005年（平成17年）
  - 3月25日：開業[1]。
  - 9月26日：博覧会閉会に伴い廃止[1]。

## 駅構造
相対式ホーム1面1線の地上駅で、安全対策のためホームドアを設けていた。当駅には折り返しのためのループ軌道が駅先にあった。

## 駅周辺
- EXPOドーム
- グローバル・コモン4
- テレビ愛知サテライトスタジオ
- ゴンドラ南駅 - キッコロ・ゴンドラ

## 隣の駅
2005年日本国際博覧会協会
愛・地球博線
西ゲート駅 - EXPOドーム駅